# Szkocja (województwo podlaskie)
Szkocja – wieś w Polsce położona w województwie podlaskim, w powiecie suwalskim, w gminie Raczki.

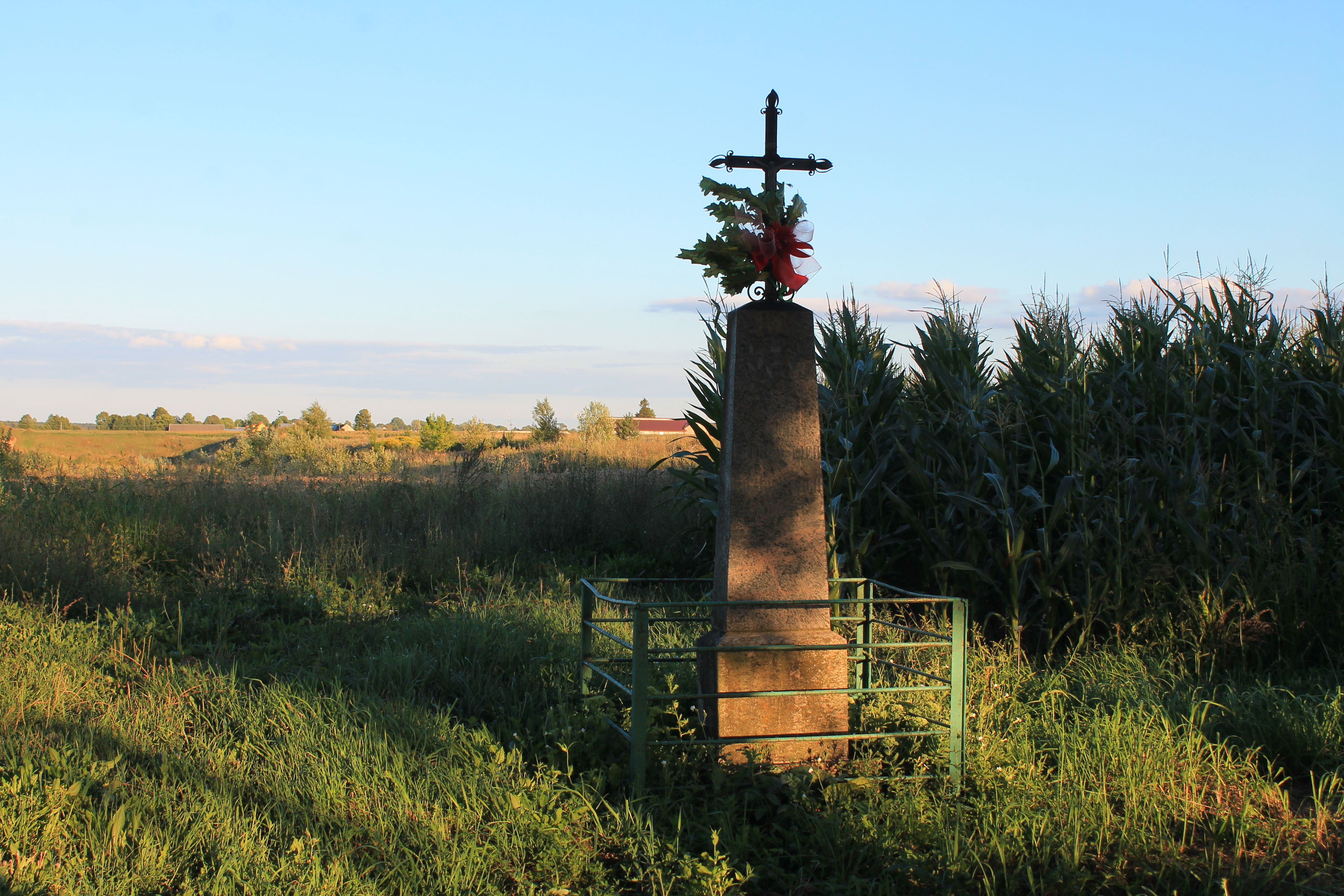
Krzyż przydrożny

W latach 1975–1998 miejscowość położona była w województwie suwalskim. 
Nazwa wsi pochodzi od osadników szkockich sprowadzonych na początku XIX w. przez Ludwika Paca.
W pobliżu wsi łączą się droga krajowa nr 8 i droga ekspresowa S61.